# Karen Chaczanow
Karen Chaczanow, ros. Карен Абгарович Хачанов (ur. 21 maja 1996 w Moskwie) – rosyjski tenisista, srebrny medalista igrzysk olimpijskich z Tokio (2020) w grze pojedynczej, zdobywca Pucharu Davisa.

## Kariera tenisowa
Zawodowym tenisistą został w 2013 roku.
W grze pojedynczej wygrał siedem turniejów rangi ATP Tour z dziesięciu osiągniętych finałów. W zawodach wielkoszlemowych w drabince głównej zadebiutował podczas US Open 2016, najpierw przechodząc przez kwalifikacje. Osiągnął drugą rundę, w której odpadł po porażce z Keiem Nishikorim.
W konkurencji gry podwójnej Chaczanow zwyciężył w jednym turnieju, a w czterech osiągnął finał.
W 2013 roku zadebiutował w reprezentacji Rosji w Pucharze Davisa. W 2021 roku był w składzie drużyny, która sięgnęła po końcowe zwycięstwo.
W 2014 roku wygrał srebrny medal gry podwójnej na igrzyskach olimpijskich młodzieży w Nankin, startując z Andriejem Rublowem.
Chaczanow zdobył srebrny medal igrzysk olimpijskich w Tokio (2020) w singlu. W meczu finałowym przegrał z Alexandrem Zverevem 3:6, 1:6.
W rankingu gry pojedynczej Chaczanow najwyżej był na 8. miejscu (15 lipca 2019), a w klasyfikacji gry podwójnej na 53. pozycji (29 stycznia 2024).

### Finały w turniejach ATP Tour
| Legenda                                      |
| -------------------------------------------- |
| Wielki Szlem                                 |
| Igrzyska olimpijskie                         |
| Tennis Masters Cup / ATP Finals              |
| ATP Masters Series / ATP Tour Masters 1000   |
| ATP International Series Gold / ATP Tour 500 |
| ATP International Series / ATP Tour 250      |

#### Gra pojedyncza (7–3)
| Końcowy wynik | Nr | Data                 | Turniej  | Nawierzchnia  | Przeciwnik           | Wynik finału        |
| ------------- | -- | -------------------- | -------- | ------------- | -------------------- | ------------------- |
| Zwycięzca     | 1. | 2 października 2016  | Chengdu  | Twarda        | Albert Ramos-Viñolas | 6:7(4), 7:6(3), 6:3 |
| Zwycięzca     | 2. | 25 lutego 2018       | Marsylia | Twarda (hala) | Lucas Pouille        | 7:5, 3:6, 7:5       |
| Zwycięzca     | 3. | 21 października 2018 | Moskwa   | Twarda (hala) | Adrian Mannarino     | 6:2, 6:2            |
| Zwycięzca     | 4. | 5 listopada 2018     | Paryż    | Twarda (hala) | Novak Đoković        | 7:5, 6:4            |
| Finalista     | 1. | 1 sierpnia 2021      | Tokio    | Twarda        | Alexander Zverev     | 3:6, 1:6            |
| Finalista     | 2. | 9 stycznia 2022      | Adelaide | Twarda        | Gaël Monfils         | 4:6, 4:6            |
| Zwycięzca     | 5. | 26 września 2023     | Zhuhai   | Twarda        | Yoshihito Nishioka   | 7:6(2), 6:1         |
| Zwycięzca     | 6. | 24 lutego 2024       | Doha     | Twarda        | Jakub Menšík         | 7:6(12), 6:4        |
| Zwycięzca     | 7. | 21 października 2024 | Ałmaty   | Twarda (hala) | Gabriel Diallo       | 6:2, 5:7, 6:3       |
| Finalista     | 3. | 27 października 2024 | Wiedeń   | Twarda (hala) | Jack Draper          | 4:6, 5:7            |

#### Gra podwójna (1–4)
| Końcowy wynik | Nr | Data             | Turniej   | Nawierzchnia  | Partner        | Przeciwnicy                         | Wynik finału      |
| ------------- | -- | ---------------- | --------- | ------------- | -------------- | ----------------------------------- | ----------------- |
| Finalista     | 1. | 31 marca 2018    | Miami     | Twarda        | Andriej Rublow | Bob Bryan Mike Bryan                | 6:4, 6:7(5), 4–10 |
| Finalista     | 2. | 3 listopada 2019 | Paryż     | Twarda (hala) | Andriej Rublow | Pierre-Hugues Herbert Nicolas Mahut | 4:6, 1:6          |
| Zwycięzca     | 1. | 6 maja 2023      | Madryt    | Ceglana       | Andriej Rublow | Rohan Bopanna Matthew Ebden         | 6:3, 3:6, 10–3    |
| Finalista     | 3. | 23 czerwca 2024  | Londyn    | Trawiasta     | Taylor Fritz   | Neal Skupski Michael Venus          | 6:4, 6:7(5), 8–10 |
| Finalista     | 4. | 5 stycznia 2025  | Hong Kong | Twarda        | Andriej Rublow | Sander Arends Luke Johnson          | 5:7, 6:4, 7–10    |